# Deșertul Libian
Deșertul Libian (partea de vest „Deșertul Alb” arabă الصحراء الليبية‎ - aṣ-ṣaḥrāʾ al-lībiya) și „Deșertul Negru”, Deșertul Libian este situat în regiunea de est din Africa de Nord la marginea de răsărit a deșertului Sahara. Ea cuprinde o parte din Sahara de est întinzându-se din nord de la țărmul mediteran până la granița de nord a Sudanului de la Wadi Huwar. Spre est este mărginit de cursul Nilului. Din teritoriul Deșertului  Libian, 75 % se află în Egipt, iar restul de 25 % de Libia. Topografia regiunii este deluroasă cu altitudinea de medie de 260 m deasupra n.m. în partea de sud-vest altitudinea regiunii ajunge la 1.000 de m. Din punct de vedere geomorfologic Deșertul Libian este privit ca un podiș (platou) format din roci calcaroase în partea de vest, Platoul Egiptean cu Gilf Kabir,  Abu-Ras-Plateau și Abu-Said-Plateau. Nivelul apei freatice este mai aproape de suprafață în regiunile joase, unde apar oaze ca de exemplu Oaza Siwa (ca. 180 km2) care se află sub nivelul mării, la încrucișarea drumurilor de caravane și a fost amintită în timpul lui Alexandru cel Mare (331 î.Hr.). Cel mai înalt punct al deșertului fiind Gabal (1934 m), iar punctul cel mai jos Qattara cu altitudinea de 145 m sub n.m.. In deșert se află numeroase dune de nisip numite erguri care formează adevărate mări de nisip, cu suprafețe ca Marea Nisipoasă (114400 km²), Selima (63200 km²), Qattara-Sud (10400 km²), Farafra (10300 km²), și Ghard Abu Muharrik (6000 km²) care are o lungime de aproape 600 de km. Din punct de vedere climatic Deșertul Libian aparține de regiunile cele mai aride de pe glob, cantitatea medie anuală de precipitații fiind între  0 și 5 mm. Sunt ani în care n-a plouat de loc în regiune sau sunt uneori numai averse scurte de ploaie.

## Oazele din Deșertul Libian
- Siwa
- Bahariyya
- Farafra
- Charga
- Dachla

## Deșertul Alb
La nord de oaza Farafra se află parcul național „Deșertul Alb“ („As-Sahra al-baida“), cu renumitele "ciuperci" albe de calcar, monoliți de eroziune.